# خلیج پتر کبیر
خلیج پتر کبیر (روسی: Залив Петра Великого) بزرگ‌ترین خلیج در دریای ژاپن است. خلیج پتر کبیر مجاور ساحل سرزمین پریمورسکی روسیه است. این خلیج که ۶ هزار کیلومتر مربع مساحت دارد و توسط شبه‌جزیره موراویوف-آمورسکی و زنجیره‌ای از جزایر پراکنده به دو قسمت به نام‌های خلیج آمور و خلیج اوسوری تقسیم شده‌است.
شهر ولادی‌وستوک در کرانه خلیج پتر کبیر واقع شده‌است.